# شرقی (اباره)
 شرقی  به عربی ( الَشَرقی )، روستایی است در دهستان اباره از توابع استان ذَمار در کشور یمن در شبه جزیره عربستان.

## جمعیت
جمعیت آن (۱۰۰ ) نفر (۱۱ خانوار) می‌باشد.